# سعادت‌آباد (بخش مرکزی سمیرم)
سعادت‌آباد یک روستا در ایران است که در بخش مرکزی شهرستان سمیرم در استان اصفهان واقع شده‌است. سعادت‌آباد ۱۲۸ نفر جمعیت دارد.

## جمعیت
این روستا در دهستان وردشت قرار دارد و بر اساس سرشماری مرکز آمار ایران در سال ۱۳۸۵، جمعیت آن ۱۲۸ نفر (۲۳ خانوار) بوده‌است.